# Philippe (évêque de Saint-Brieuc)
Pour les articles homonymes, voir Philippe.
Philippe ou Philippe de Saint-Brieuc  est  évêque de Saint-Brieuc de 1235 à 1248 

## Contexte
Chanoine du chapitre et ami de Guillaume Pinchon il est appelé à lui succéder en 1235 et est consacré la même année par Juhel de Mathefelon archevêque de Tours. Il s'attache alors à la poursuite de la reconstruction de la cathédrale entreprise par son prédécesseur. 
Selon les hagiographes dès 1237 des miracles se produisent sur la tombe de Guillaume Pinchon, ce qui attire de nombreux pèlerins. La même année l'évêque Philippe assiste à l'entrée du duc Jean Ier de Bretagne à Rennes.
Entre 1242 et 1247 il intervient dans plusieurs actes de donations en faveur de l'Abbaye de Beauport.  
Le Pape Innocent IV, sur le rapport des miracles dont le tombeau de Guillaume Pinchon aurait été le théâtre, le canonise par une bulle le 15 avril 1247 sous le vocable de saint Guillaume. En 1248 les travaux de transformation de la cathédrale entrainent le transfert du tombeau du saint et l'évêque Philippe préside la cérémonie solennelle à laquelle assiste une foule nombreuse. Il décide ensuite d'entreprendre un voyage en Terre Sainte et meurt pendant ce pèlerinage la même année.

## Sources
- (la) Jean-Barthélemy Hauréau, Gallia Christiana, vol. XIV Provincia Turonensi, Paris, Firmin-Didot, 1856, p. 1091 Ecclesia Briocensis XV. Philippus.
- Charles Guimart Histoire des évêques de Saint Brieuc p. 51-53
- Augustin du Paz Histoire généalogique Catalogue des évêques de Saint-Brieuc